# Pfarrkirche Steinbichl

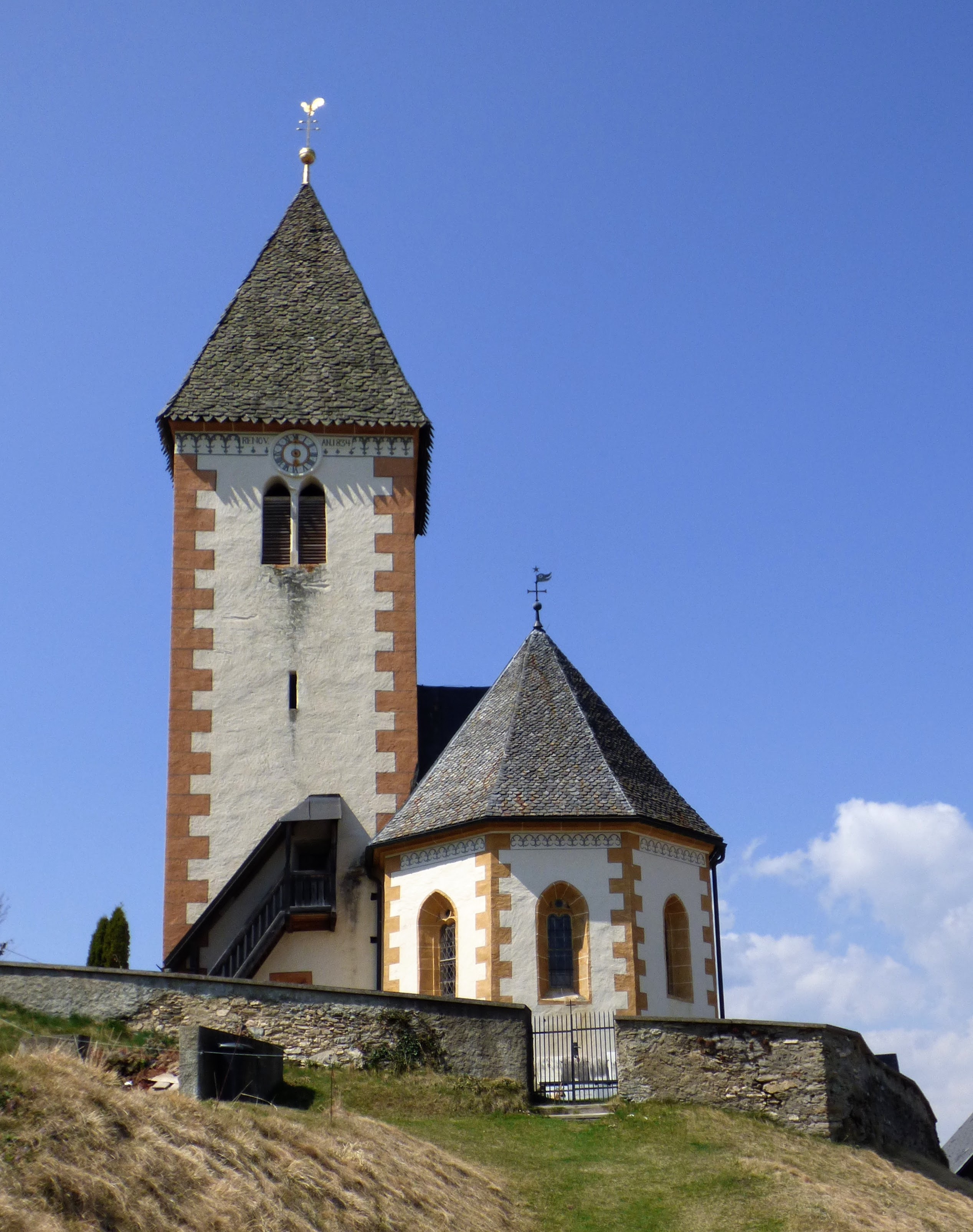
Katholische Pfarrkirche hl. Nikolaus in Steinbichl in Frauenstein

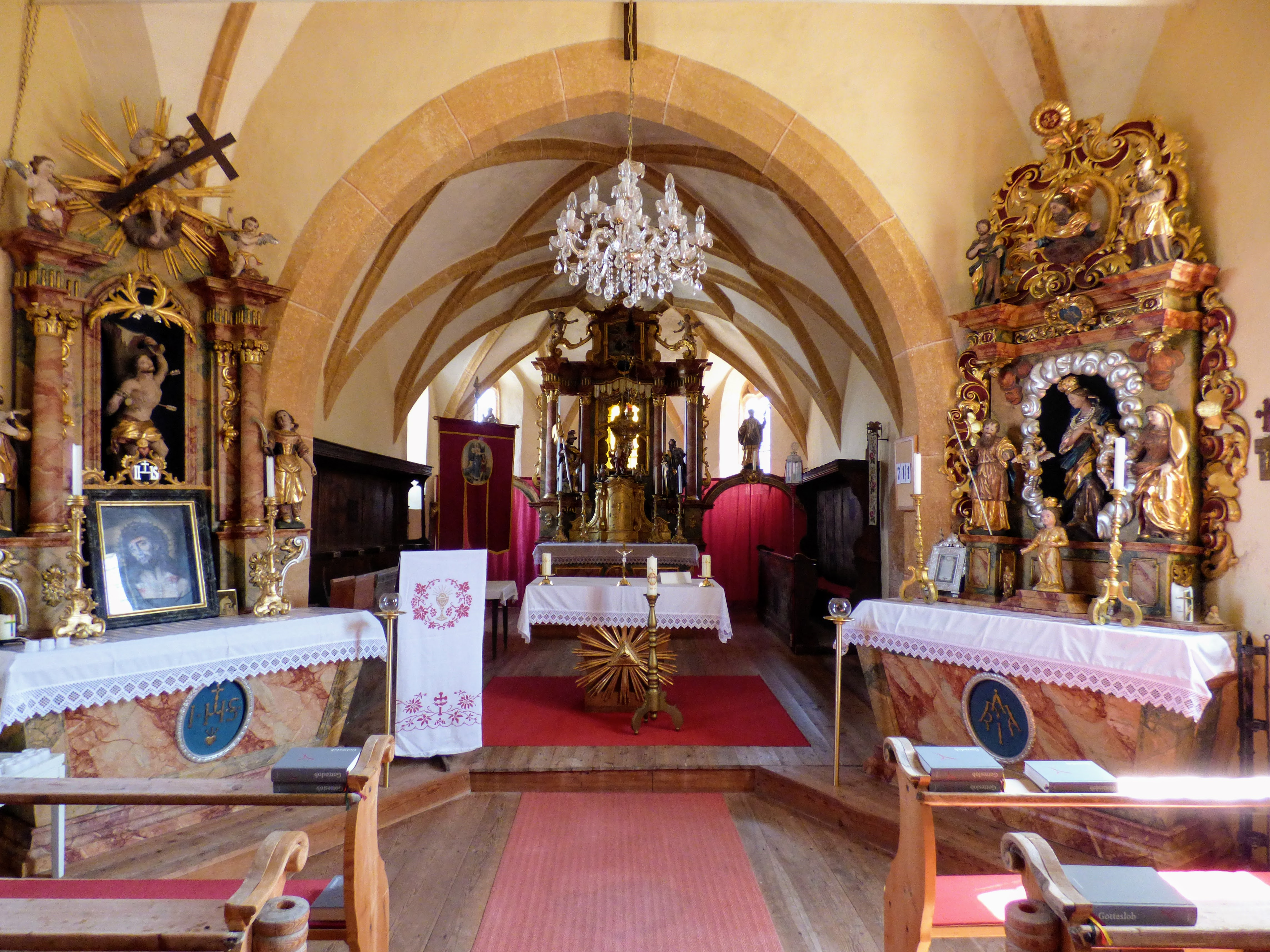
Langhaus, Blick zum Chor

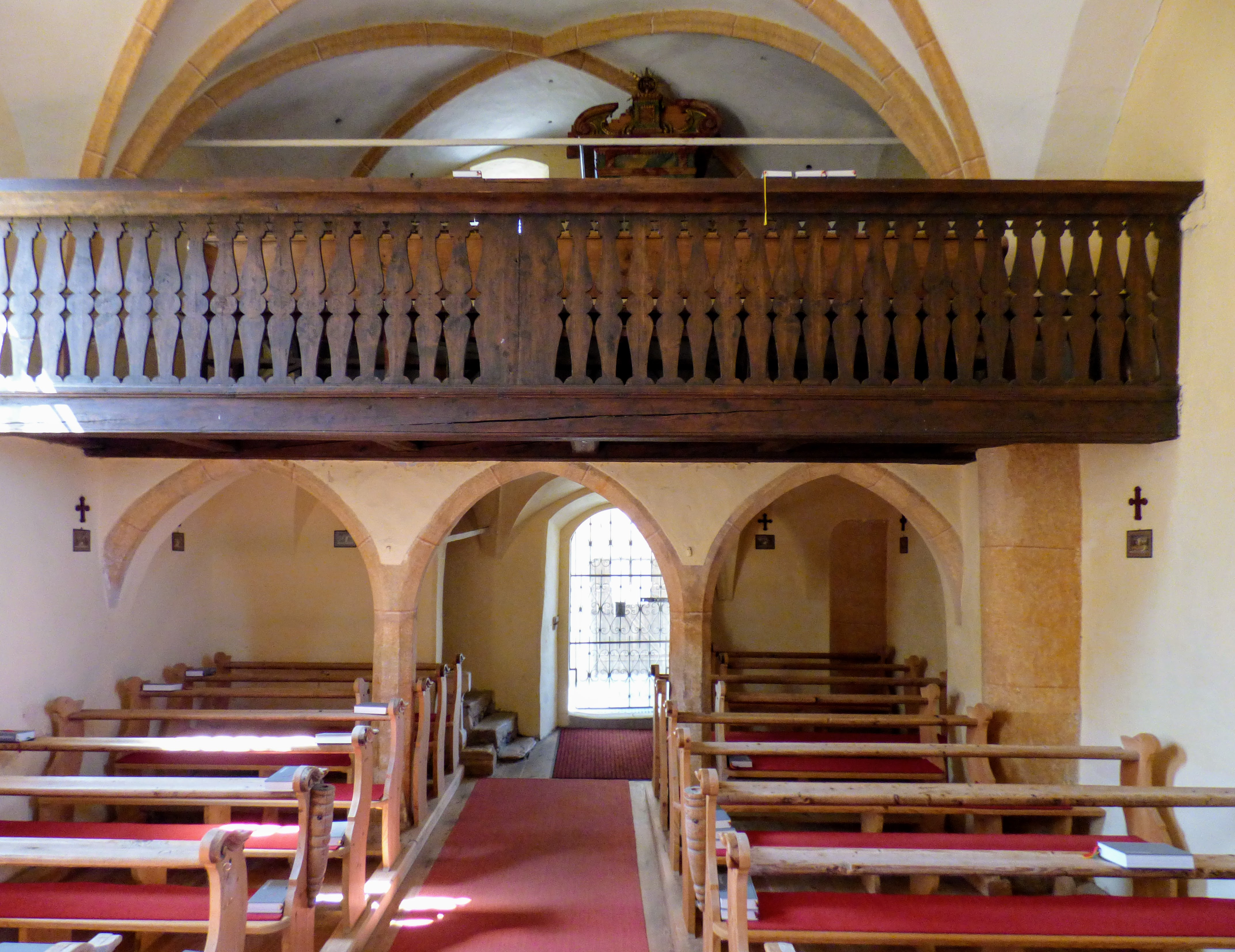
Langhaus, Blick zur vorgebauten Holzempore

Die Pfarrkirche Steinbichl steht in der Ortschaft Steinbichl in der Gemeinde Frauenstein im Bezirk Sankt Veit an der Glan in Kärnten. Die auf den heiligen Nikolaus von Myra geweihte römisch-katholische Pfarrkirche gehört zum Dekanat St. Veit an der Glan in der Diözese Gurk-Klagenfurt. Die Kirche und der Friedhof stehen unter Denkmalschutz (Listeneintrag).

## Geschichte
Urkundlich wurde 1412 eine Kirche und 1435 eine Pfarre genannt.

## Architektur
Der im Kern romanische und kleine frühgotische Kirchenbau mit einem spätgotischen Chor hat einen mächtigen gotischen Südturm und ist von einem Friedhof umgeben.
Das Kirchenäußere zeigt einen Kirchenbau mit Steinplattln gedeckt. Der Südturm zeigt Eckquaderdekor und trägt ein Pyramidendach. Das spätgotische Westportal hat eine Tür mit Eisenbeschlägen. Das gemalte Maßwerkfries an der Langhaussüdwand ist erhalten. Die Langhausnordwand zeigt das Fresko Christophorus 1533 mit dem Stifterwappen der Kaltenhauser. In der nördlichen Langhauswand ist ein gotisches Sakramentshausgitter.
Das Kircheninnere zeigt das ursprünglich mit einer Flachdecke versehene Langhaus, im frühen 16. Jahrhundert dreijochig kreuzrippengewölbt, südlich auf die vorgelegten Pfeiler, nördlich auf Konsolen. Die dreiachsige Westempore steht auf schlanken achtseitigen Pfeilern mit gratigem Blendmaßwerk an der Brüstung, es gibt weiters eine vorgezogene Holzempore. Der eingezogene Triumphbogen ist spitzbogig. Der zweijochige Chor mit einem Fünfachtelschluss hat ein Netzrippengewölbe aus der zweiten Hälfte des 15. Jahrhunderts. Das spätgotische Sakristeiportal hat eine Eisenplattentür. Der Chor hat drei Maßwerkfenster.

## Ausstattung
Der Hochaltar und der linke Seitenaltar entstanden um 1770/1780, der rechte Seitenaltar 1719.
Die Orgel nennt 1670.